# رالف-پیتر همان
رالف-پیتر همان (آلمانی: Ralf-Peter Hemmann؛ زادهٔ ۸ دسامبر ۱۹۵۸) ژیمناست هنری اهل آلمان بود.